# Srdce Ježíšovo (rozhledna)
Rozhledna Srdce Ježíšovo, (v originálu maďarsky Jézus szíve kilátó, celým názvem maďarsky Fényt hozó Krisztusunk, tedy  Náš Ježíš přinášející světlo), je ocelová socha Ježíše Krista od maďarského umělce Waltera Levente Zawaczkého, která zároveň slouží jako rozhledna. Nachází se na vrcholu Gordon–tető (958 m n. m.) v rumunských Východních Karpatech u obcí Farkaslaka (Lupeni) a Székelyszentlélek (Bisericani) v župě Hargita, která je součástí sikulské oblasti s převahou maďarského obyvatelstva. S výškou 22 metrů se řadí mezi nejvyšší sochy Ježíše ve Východní Evropě.

## Historie a popis
Socha vznikla podle návrhu maďarského sochaře Waltera Levente Zawaczkého, který se inspiroval sochou Krista Spasitele v Rio de Janeiru. Technické plány vytvořili pracovníci firmy Severimpex Kft. z města Székelyudvarhely, kde vznikla i nosná kovová konstrukce sochy od firmy NYKO Kft. Základy sochy vytvořila firma Laszlo Constr. Kft. z blízké obce Nyikómalomfalva. K samotné stavbě došlo z iniciativy obyvatel, podnikatelů a samospráv z obcí Bogárfalva, Farkaslaka a Székelyszentlélek. Výrobní náklady činily 200 000 EUR. Socha vznikla již v létě 2011, ale slavnostní odhalení proběhlo až 17. srpna 2013. Uvnitř sochy je točité schodiště, kterým lze vystoupat na vyhlídkovou plošinu umístěnou v hlavě sochy. Při dobré viditelnosti lze dohlédnout až na pohoří Fagaraš.

## Společenský význam
Socha je důležitým symbolem a poutním místem pro maďarsky mluvící menšinové obyvatelstvo hlásící se převážně k římskokatolickému, případně protestantskému vyznání, na rozdíl od majoritního rumunského obyvatelstva, které se hlásí výhradně k ortodoxnímu pravoslaví.
Podle Mátyáse Alberta, starosty obce Farkaslaka v roce 2012, se 80 % místních obyvatel domnívalo, že zhotovení i samotná výstavba sochy byly správným rozhodnutím. Na hlasy kritiků odpověděl tím, že „i pařížská Eiffelova věž v době výstavby měla své odpůrce a později se (přesto) stala symbolem města“.